# Zelotes viola
Zelotes viola är en spindelart som beskrevs av Norman I. Platnick och Mohammad U. Shadab 1983. Zelotes viola ingår i släktet Zelotes och familjen plattbuksspindlar. Inga underarter finns listade i Catalogue of Life.